# Власики
Власики (на македонска литературна норма: Власиќи; на албански: Vllasiqi) е село в Северна Македония, в Община Вапа (Център Жупа).

## География
Селото е разположено в областта Жупа в северозападните склонове на планината Стогово близо до брега на Дебърското езеро.

## История
В XIX век Власики е българо-помашко село в Дебърска каза на Османската империя. В „Етнография на вилаетите Адрианопол, Монастир и Салоника“, издадена в Константинопол в 1878 година и отразяваща статистиката на населението от 1873 година, Влашки е посочено като село със 7 домакинства, като жителите му са 10 помаци и 12 българи.
Според статистиката на Васил Кънчов („Македония. Етнография и статистика“) в 1900 Власики има 10 жители българи християни и 55 българи мохамедани.
В 1915 година, по време на Първата световна война, селото е анексирано от Царство България. Към 1 март 1916 година Власике е част от Парешката община на българската Дебърска околия.